# Pico da Pintona
O Pico da Pintona é uma elevação portuguesa localizada na ilha de São Miguel, arquipélago dos Açores.
Este acidente geológico tem o seu ponto mais elevado a 362 metros de altitude acima do nível do mar, nas suas imediações encontra-se o Pico do Enforcado.